# Giovanni D'Alise
Giovanni D'Alise (Napoli, 14 gennaio 1948 – Caserta, 4 ottobre 2020) è stato un vescovo cattolico italiano.

## Biografia
Nasce a Napoli, città metropolitana e sede arcivescovile, il 14 gennaio 1948.

### Formazione e ministero sacerdotale
Frequenta le scuole medie nel seminario di Acerra, il ginnasio nel seminario di Capua e il liceo nel seminario di Benevento. Studia teologia presso il Seminario Interregionale Campano, conseguendo la licenza in teologia presso la Pontificia Facoltà Teologica dell'Italia Meridionale.
Il 23 settembre 1972 è ordinato presbitero per la diocesi di Acerra. Svolge il ministero di vicario cooperatore nella parrocchia di Sant'Alfonso Maria de' Liguori in Cancello Scalo dal 1974 fino al 1990, quando vi è nominato parroco. Dal 2001 al 2004 è anche vicario foraneo della forania di San Felice-Arienzo.
Nel 1984 viene incaricato di alcuni uffici pastorali della curia diocesana quali responsabile della catechesi diocesana, della scuola di religione e della formazione alla catechesi ed ha avviato la Scuola di formazione per i laici, come direttore. Per alcuni anni è stato pure direttore del bollettino diocesano.
Per diversi lustri è uno dei principali collaboratori del vescovo Antonio Riboldi, curando l'organizzazione dei 22 convegni diocesani annuali della diocesi di Acerra e la celebrazione annuale della Giornata per la vita. Dal 2003 al 2004 viene incaricato dalla diocesi di Nocera Inferiore-Sarno della formazione dei propri diaconi permanenti.

### Ministero episcopale
Il 5 giugno 2004 papa Giovanni Paolo II lo nomina vescovo di Ariano Irpino-Lacedonia; succede a Gennaro Pascarella, precedentemente nominato vescovo coadiutore di Pozzuoli. Il 17 luglio successivo riceve l'ordinazione episcopale dall'arcivescovo Paolo Romeo (poi cardinale), co-consacranti i vescovi Salvatore Giovanni Rinaldi e Gennaro Pascarella. Il 12 settembre dello stesso anno prende possesso canonico della diocesi.
Il 1º novembre 2007 istituisce la Scuola diocesana di formazione per gli operatori pastorali e per l'approfondimento della fede.
Il 21 marzo 2014 papa Francesco lo nomina vescovo di Caserta; succede a Pietro Farina, deceduto il 24 settembre 2013. Il 18 maggio prende possesso della diocesi.
Ricoverato all'ospedale di Caserta dal 30 settembre perché affetto da COVID-19, muore a seguito di un arresto cardiocircolatorio il 4 ottobre 2020 all'età di 72 anni. È il primo ordinario diocesano italiano deceduto a causa del coronavirus. È stato sepolto nella cripta del duomo di Caserta.

## Stemma
Su uno scudo bianco (argento, in araldica), simbolo della luce della rivelazione, è effigiata la Croce dorata dalla quale nasce un tralcio di vite di colore naturale; nel quarto d'onore, una stella dorata a otto punte. La simbologia di tale insegna è fornita dal motto: Manete in dilectione mea. Dalla Croce, albero della vita, nascerà la vita vera che si esprime nella comunione tra i fratelli, come gli acini di uno stesso grappolo di un'unica vite, e con Gesù Cristo. A vivificare tale comunione è l'amore materno della Madonna (la stella).

## Genealogia episcopale
La genealogia episcopale è:
- Cardinale Scipione Rebiba
- Cardinale Giulio Antonio Santori
- Cardinale Girolamo Bernerio, O.P.
- Arcivescovo Galeazzo Sanvitale
- Cardinale Ludovico Ludovisi
- Cardinale Luigi Caetani
- Cardinale Ulderico Carpegna
- Cardinale Paluzzo Paluzzi Altieri degli Albertoni
- Papa Benedetto XIII
- Papa Benedetto XIV
- Papa Clemente XIII
- Cardinale Enrico Benedetto Stuart
- Papa Leone XII
- Cardinale Chiarissimo Falconieri Mellini
- Cardinale Camillo Di Pietro
- Cardinale Mieczysław Halka Ledóchowski
- Cardinale Jan Maurycy Paweł Puzyna de Kosielsko
- Arcivescovo Józef Bilczewski
- Arcivescovo Bolesław Twardowski
- Arcivescovo Eugeniusz Baziak
- Papa Giovanni Paolo II
- Cardinale Paolo Romeo
- Vescovo Giovanni D'Alise